# Ara Domitii Ahenobarbi
De Ara Domitii Ahenobarbi is een groep van vier marmeren reliëfs, die de voet versierden van een beeldengroep, die stond opgesteld in de Tempel van Neptunus in Rome. De naam ara (altaar) berust op een eerdere verkeerde interpretatie van het doel van de reliëfs. 
De beeldengroep werd waarschijnlijk gemaakt rond 122 voor Christus, tijdens het consulaat van Gnaeus Domitius Ahenobarbus en opgesteld in de door hem herbouwde Tempel van Neptunus. De beeldengroep en de voet zijn verloren gegaan, maar de vier reliëfs zijn in de 17e opgegraven bij bouwwerkzaamheden. Het zijn onder andere een scène met Nereïden en een offerscène voor de godheid Mars. De reliëfs bevinden zich tegenwoordig in de Glyptotheek te München en in het Louvre te Parijs.